# Miss Ukrajna
A Miss Ukrajna közkeletű megszólítása az ukrajnai szépségversenyek győzteseinek. Több országos verseny is létezik Ukrajnában, amelyek különböző nemzetközi versenyekre küldik győzteseiket.
- Miss Ukrajna (Міс України vagy Панна України, Panna Ukrajini): 1991-ben alapított verseny, mely 2006-ig a Miss World, Miss Universe és néha a Miss International versenyre küldött jelöltet.
- Miss Ukraine Universe (Міс Україна Всесвіт): 2006 óta ennek a versenynek a győztese utazik a Miss Universe versenyre.
- Miss Ukraine Earth: a győztese a Miss Earth versenyen vesz részt.

## Miss Ukrajna

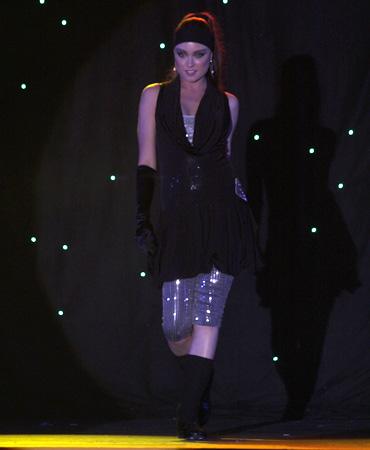
Irina Zuravszka, Miss Ukrajna 2008

A versenyt 1990-ben alapították, a Szovjetunió szétesése után. Győztesei a Miss Universe és Miss World versenyeken vettek részt. 2006 óta csak a Miss World versenyre utazik a verseny győztese. A Miss Universe versenyen rendszerint a verseny második helyezettje indult. A versenyen Ukrajna minden részéből 26 versenyző indul. A jelentősebb regionális versenyek a Miss Kijev, Miss Odessza, Miss Donbassz, Miss Nyugat-Ukrajna és Bukovina, Miss Dnyipropetrovszk. 2005 óta az Inter tévécsatorna közvetíti a versenyt.

### Győztesek
| Év   | Név                      |
| ---- | ------------------------ |
| 1990 | Julija Sesztopalova      |
| 1991 | Olha Ovcsarenko          |
| 1992 | Okszana Szabo            |
| 1993 | Irina Barabas            |
| 1994 | Terezija Lazarenko       |
| 1995 | Vlada Litovcsenko        |
| 1996 | Natalija Svacsko         |
| 1997 | Okszana Kuzmenko         |
| 1998 | Olena Szpirina           |
| 1999 | Olha Szavinska           |
| 2000 | Julija Linyeva           |
| 2001 | Olekszandra Nyikolajenko |
| 2002 | Jelena Sztonij           |
| 2003 | Ilona Jakovleva          |
| 2004 | Leszja Matvejeva         |
| 2005 | Julija Pincsuk           |
| 2006 | Olha Silovanova          |
| 2007 | Lilija Roman             |
| 2008 | Irina Zsuravszka         |
| 2009 | Jevhenyija Tulcsevszka   |
| 2010 | Katerina Zakarcsenko     |
| 2011 | Jaroszlava Kurjacsa      |

### Miss World-résztvevők
Ukrajna 1992-ben vett először részt a Miss World versenyen, a legjobb eredményük 3 középdöntős helyezés volt 2000-ben, 2001-ben és 2008-ban
| Év   | Versenyző                      | Eredmény    |
| ---- | ------------------------------ | ----------- |
| 1992 | Okszana Szabo                  |             |
| 1994 | Natalija Vasziljovna Kozickaja |             |
| 1995 | Natalija Svacsij               |             |
| 1996 | Natalija Svacsko               |             |
| 1997 | Kszenyija Kuzmenko             |             |
| 1998 | Natalija Nadtocsej             |             |
| 1999 | Olha Szavinskaja               |             |
| 2000 | Alena Scserban                 | középdöntős |
| 2001 | Olekszandra Nyikolajenko       | középdöntős |
| 2002 | Irina Udovenko                 |             |
| 2003 | Ilona Jakovljeva               |             |
| 2004 | Leszja Matvejeva               |             |
| 2005 | Julija Pincsuk                 |             |
| 2006 | Olha Szilovanova               |             |
| 2007 | Lilija Roman                   |             |
| 2008 | Irina Zsuravszka               | középdöntős |
| 2009 | Jevhenyija Tulcsevszka         |             |
| 2010 | Katerina Zakarcsenko           |             |
| 2011 | Jaroszlava Kurjacsa            |             |
| 2012 |                                |             |
| 2013 | Anna Zajacskivszka             | Top 20      |

## Miss Ukraine Universe

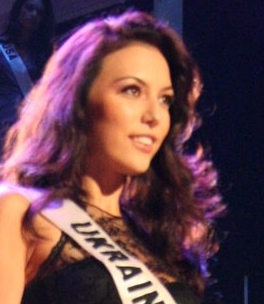
Ljudmila Bikmullina, Miss Ukraine Universe 2006

2005-ben szervezték meg először. Alapítója Olekszandra Nyikolajenko, aki a Miss Ukrajna 2001 cím birtokosa is egyben. 2004-ben még mint versenyző, ám 2005-ben Donald Trump meghívására már mint zsűritag vett részt a Miss Universe versenyen, majd amerikai kapcsolatait felhasználva megszerezte a Miss Universe-licencet, aminek a birtokában megalapította a Miss Ukraine Universe versenyt.

### Győztesek
| Év   | Név                   |
| ---- | --------------------- |
| 2005 | Inna Cimbaljuk        |
| 2006 | Ljudmila Bikmullina   |
| 2007 | Eleonora Maszalab     |
| 2008 | Krisztina Kots-Gotlib |
| 2009 | Anna Poszlavszka      |
| 2010 | Oleszja Sztefanko     |
| 2011 |                       |
| 2012 | Anasztaszia Csernova  |

### Miss Universe résztvevők
Ukrajna 1995 óta vesz részt a Miss Universe versenyen. A legjobb eredményük egy második hely volt 2011-ben.
| Év   | Név                                 | Helyezés     |
| ---- | ----------------------------------- | ------------ |
| 1995 | Irina Ivoanova Viktorovna Csernomaz |              |
| 1996 | Irina Boriszova                     |              |
| 1997 | Natalija Nadtocsej                  |              |
| 1998 | Jelena Szpirina                     |              |
| 1999 | Zanna Pikulja                       |              |
| 2000 | Natalija Svacsko                    |              |
| 2001 | Julija Linova                       |              |
| 2002 | Liliana Gorova                      |              |
| 2003 | Litija Kopjtova                     |              |
| 2004 | Olekszandra Nyikolajenko            |              |
| 2005 | Julija Csernishova                  |              |
| 2006 | Inna Cimbaljuk                      | Top 20       |
| 2007 | Ljudmila Bikmullina                 | Top 15       |
| 2008 | Eleonora Maszalab                   |              |
| 2009 | Kristina Kots-Gotlib                |              |
| 2010 | Anna Poszlavszka                    | 4. helyezett |
| 2011 | Oleszja Sztefanko                   | 2. helyezett |
| 2012 | Anasztaszia Csernova                |              |

## Miss Ukraine Earth
Ukrajna 2003-ban vett részt először a Miss Earth versenyen, ahol egy középdöntős helyezést sikerült elérniük 2010-ben.
| Év   | Versenyző           | Helyezés    |
| ---- | ------------------- | ----------- |
| 2003 | Diana Sztarkova     |             |
| 2005 | Jevhenyija Rudenko  |             |
| 2006 | Karina Kharcsinszka |             |
| 2007 | Halina Andrejeva    |             |
| 2009 | Karina Holovata     |             |
| 2010 | Valentina Zitnik    | középdöntős |

## Miss International résztvevők
Ukrajna 1993 óta vesz részt a Miss International versenyen, ahol a legjobb eredményt, egy 3. helyezést 1993-ban érték el.
| Év   | Név                            | Helyezés     |
| ---- | ------------------------------ | ------------ |
| 1993 | Natalija Viktorovna Romanenko  | 3. helyezett |
| 1994 | Helen Vladimirovna Bakaeva     |              |
| 1996 | Natalija Vaszilievna Kozickaja | középdöntős  |
| 1997 | Julija Vladimirovna Zarkova    |              |
| 1999 | Lilija Zalunina                |              |
| 2000 | Jana Anatolejevna Razumovszka  | középdöntős  |
| 2001 | Natalija Ivanovna Bakulina     |              |
| 2003 | Veronika Dmitrievna Bondarenko | középdöntős  |
| 2004 | Julija Kumpan                  |              |
| 2005 | Marija Zukova                  | középdöntős  |
| 2006 | Inna Goruk                     |              |
| 2007 | Marija Varivoda                |              |
| 2008 | Julija Galicsenko              |              |
| 2010 | Inna Bezobcsuk                 |              |

## Fordítás
Ez a szócikk részben vagy egészben  a   Miss Ukraine című angol Wikipédia-szócikk ezen változatának fordításán alapul.  Az eredeti cikk szerkesztőit annak laptörténete sorolja fel. Ez a jelzés csupán a megfogalmazás eredetét és a szerzői jogokat jelzi, nem szolgál a cikkben szereplő információk forrásmegjelöléseként.
Ez a szócikk részben vagy egészben  a   Miss Ukraine Universe című angol Wikipédia-szócikk ezen változatának fordításán alapul.  Az eredeti cikk szerkesztőit annak laptörténete sorolja fel. Ez a jelzés csupán a megfogalmazás eredetét és a szerzői jogokat jelzi, nem szolgál a cikkben szereplő információk forrásmegjelöléseként.
Ez a szócikk részben vagy egészben  a   Miss Ukraine Earth című angol Wikipédia-szócikk ezen változatának fordításán alapul.  Az eredeti cikk szerkesztőit annak laptörténete sorolja fel. Ez a jelzés csupán a megfogalmazás eredetét és a szerzői jogokat jelzi, nem szolgál a cikkben szereplő információk forrásmegjelöléseként.